# Sînziana Popescu
Sînziana Popescu (n. 25 ianuarie 1972, Târgu Mureș) este o prozatoare și autoare de teatru pentru copii și tineret. Absolventă a Universității de Medicină și Farmacie din orașul natal, promoția 1997, a debutat în literatură încă din anii studenției, cu un scenariu de televiziune. După absolvirea facultății și a anului de stagiatură, a lucrat predominant ca jurnalist de sănătate pentru reviste de specialitate sau pentru publicații de popularizare a științei.
În paralel și-a continuat activitatea literară, fiind autoarea mai multor piese de teatru pentru copii, premiate în cadrul unor concursuri organizate de Ministerul Culturii și Cultelor, Radiodifuziunea Română, Teatrul Gulliver din Galați sau Teatrul Ion Creangă din București.
De asemenea, începând din 2002, Sînziana Popescu a creat sau a contribuit la realizarea scenariilor unor seriale de televiziune pentru Prima TV, Pro TV sau Acasă TV.

## Activitate literară
În stagiunea 1997-1998, o piesă a Sînzianei Popescu - „Viața ca o poveste” sau „Minunea” - este prezentată la Teatrul Național din Târgu Mureș, în regia lui Kincses Elemer. Cu numai un an înainte, textul fusese distins cu premiul pentru dramaturgie pentru copii în cadrul Concursului de dramaturgie originală "Camil Petrescu", ediția a III-a, 1996.
Alte piese purtând semnătura autoarei - „Alunecând într-o prună”, „Iubirea unui iceberg”, „Domnul de Ciocolată”, precum și „Viața ca o poveste”, varianta radiofonică -  sunt produse și difuzate de Teatrul Național Radiofonic. Astfel, în 1999, la prima ediție a Concursul de scenarii radiofonice organizat de Radiodifuziunea Română, Sînziana Popescu câștigă două premii: premiul I la secțiunea de teatru pentru copii, cu scenariul „Alunecând într-o prună”, produs ulterior, în stagiunea 2000-2001 în regia lui Mircea Albulescu, și premiul III la secțiunea de teatru pentru adulți, cu textul „Iubirea unui iceberg”, montat tot la Teatrul Național Radiofonic, în cadrul aceleiași stagiuni, sub bagheta regizorului Mihai Lungeanu. „Alunecând într-o prună” reprezintă și debutul în volum al Sînzianei Popescu, piesa fiind publicată în antologia de teatru a Asociației Scriitorilor din București.
În 2002, Sînziana Popescu face parte din echipa de scenariști a primului serial de drama din România post-decembristă – „În familie”, produs de Prima TV. Apoi, în 2003, scenariul de scurt metraj „Despre eroi și muște”, scris de Sînziana Popescu, primește Diploma de merit din partea Uniunii Producătorilor de Film și Audiovizual din România și este produs scurt-metrajul omonim în regia Didonei Pantazi. Filmul este prezentat în cadrul festivalului CineMaIubit .
În 2005, în cadrul Concursului de dramaturgie organizat de Asociația Scriitorilor București și Teatrul din Galați, cu ocazia Festivalului Internațional de Marionete „Gulliver”, textul „Domnul de Ciocolată” primește Marele Premiu.
În 2007, textul „Când jucăriile spun pa”, purtând semnătura aceleiași autoare, câștigă premiul I al Concursului de dramaturgie organizat de Teatrul Ion Creangă din București, în cadrul Festivalului Internațional de Teatru pentru Copii „100, 1.000, 1.000.000 de povești”. Premiera oficială a spectacolului, în regia lui Attila Vizauer are loc în 21 noiembrie 2008, spectacolul fiind inclus în stagiunea 2008-2009 a Teatrului Ion Creanga din București.
În luna august 2008, Sînziana Popescu publică la Editura Mediamorphosis primul volum al seriei Andilandi - „Călătoria lui Vlad în Celălalt Tărâm”, un fantasy pentru copii și adolescenți având drept personaje principale cele mai importante figuri ale mitologiei românești: iele, strigoi, zmei, blajini, solomonari, căpcăuni, uriași, cai năzdrăvani... În luna octombrie a aceluiași an  lansează culegerea de piese pentru copii „Teatru pentru prichindei, mari, mici și mititei”.

## Spectacole și scenarii
„Viața ca o poveste”, Teatrul Național din Târgu Mureș, stagiunea 1997-1998 (regia Kincses Elemer) și Teatrul Național Radiofonic, stagiunea 1999-2000 (regia Mihai Lungeanu)
„Alunecând într-o prună”, Teatrul Național Radiofonic, stagiunea 2000-2001 (regia Mircea Albulescu)
„Iubirea unui iceberg”, Teatrul Național Radiofonic, stagiunea 2000-2001 (regia Mihai Lungeanu)
„Domnul de ciocolată”, Teatrul Național Radiofonic, stagiunea 2002-2003 (regia Mihai Lungeanu)
„Despre eroi și muște”, scurt-metraj, 2004 (regia Didona Pantazi)
„Om sărac, om bogat”, serial TV, 2006 (produs de MediaPro Pictures pentru Pro TV)
„Doctori de mame”, serial TV, 2008 (produs de Promance pentru Acasă TV)
„Când jucăriile spun pa”, Teatrul Ion Creangă, stagiunea 2008-2009 (regia Atilla Vizauer)

## Volume publicate
- „Teatru pentru prichindei: mari, mici si mititei”, Editura Liternet, 2005 - un volum electronic ce reunește doar piesele Viața ca o poveste și Alunecând într-o prună

- Andilandi. Călătoria lui Vlad în Celălalt Tărâm. vol. 1. București: Editura Mediamorphosis, 2008

- Teatru pentru prichindei: mari, mici si mititei, Editura Mediamorphosis, 2008 - o culegere extinsă ce cuprinde textele „Viața ca o poveste”, „Când jucăriile spun pa”, „Alunecând într-o prună” și „Domnul de Ciocolată”

- Andilandi. Aventura gemenilor dincolo de Poiana Vie. vol. 2. București:  Editura Mediamorphosis, 2009
- Andilandi. Drumul Anei prin Valea Plângerii. vol. 3. București: Editura Mediamorphosis, 2010
- Istorioare cu cosițe. ilustrații de Cireșica Litinschi Cuciuc. București: Editura Mediamorphosis, 2013
- Andilandi. Zborul lui Petru peste Tărâmul Balaurilor. vol. 4. București: Editura Mediamorphosis, 2016
- Andilandi.  Fuga Dariei din Ținutul Păsării Măiestre. vol. 5.  București: Editura Mediamorphosis, 2017
- Pentru Petrică, iepurașul meu cu ochii roșii. ilustrații de Iulia Ignat. București: Editura Pandora Publishing, 2017